# Wolfhard Bickel
Wolfhard Bickel (* 5. Februar 1950 in Rinklingen bei Bretten) ist ein deutscher Musikpädagoge und Autor.

## Leben

### Werdegang und Lehrtätigkeit
Bickel ist Sohn von Otto Bickel und seiner Ehefrau Elsbeth geb. Groll. Nach dem Abitur am Melanchthon-Gymnasium Bretten studierte er Schulmusik. Zudem studierte er Musikwissenschaft bei Walter Kolneder, Werner Breig und Ulrich Michels. Nach dem Staatsexamen schloss sich ein Studium der Klavierpädagogik bei Herbert Seidemann an.
Von 1977 bis 2013 unterrichtete Bickel am Theodor-Heuss-Gymnasium Mühlacker. 1992 wurde er zum Studiendirektor als Fachberater in der Schulaufsicht des Oberschulamts Karlsruhe ernannt. An den Volkshochschulen Mühlacker und Ettlingen hielt Bickel Seminare zum Wirken klassischer Komponisten.
Im Rahmen seiner Unterrichtstätigkeit entwickelte Bickel die Methode des „gemischten Klassenorchesters“. Dazu verfasste er zwei Hefte mit konkreten Handlungsempfehlungen für Lehrer. Er arbeitete dabei mit einem Klassenorchester, bei welchem alle Schüler auch ohne instrumentale Vorkenntnisse mitwirkten. Mehrfach war Bickel als Referent in der Lehrerfort- und Weiterbildung in Bayern und Sachsen eingeladen. Im Auftrag des Kultusministeriums Baden-Württemberg verfasste er eine Handreichung zum Thema Das gemischte Klassenorchester in Mittel- und Oberstufe.
1996 wurde er an das Ministerium für Kultus, Jugend und Sport Baden-Württemberg als Beauftragter für die Schulorchester berufen. In dieser Funktion organisierte er zusammen mit Volker Wiegand dreitägige Festivals für Schulorchester und Klassenorchester an jährlich wechselnden Orten, darunter Singen (2008), Ettlingen (2010), Bad Mergentheim (2011), Denzlingen (2013), Calw (2014). Von 2009 bis 2015 war Bickel Projektleiter der „Schülerbegegnung Sachsen-Baden-Württemberg“.

### Wirken als Orchesterleiter
Am Theodor-Heuss-Gymnasium Mühlacker gründete Bickel ein Schulorchester, das zum Sinfonieorchester heranwuchs. Ein Höhepunkt war eine Konzertreise nach China. Ab 1993 organisierte er im Zweijahresrhythmus unter dem Motto „Kinder helfen Kindern“ eine Konzertreihe. Diese Benefizkonzerte führten jeweils an drei Abenden immer gegen 30, vor allem schulische Musikensembles, mit 1000 Schülern aus dem östlichen Enzkreis zusammen. Mit dem Erlös wurden Entwicklungsprojekte in Afrika und Indien, aber auch solche der Lebenshilfe unterstützt.
Bickel leitete das Schulorchester am Theodor-Heuss-Gymnasium Mühlacker bis 2014. Im selben Jahr gründete er das Projektorchester „Sinfonietta Mühlacker e. V.“. Alle Einnahmen aus den jährlich stattfindenden Konzerten mit anspruchsvollen Programmen fließen in Projekte in Tansania. Ein Höhepunkt war 2017 die Aufführung dreier Kantaten aus dem Weihnachtsoratorium von Johann Sebastian Bach in der Kirche Sant’Ignazio in Rom auf Einladung von Annette Schavan als Botschafterin beim Heiligen Stuhl.

## Veröffentlichungen

### Schriften
- Das Klassenorchester in gemischter Besetzung. 2 Bände. Reiterle-Verlag, Bretten 2003 und 2008.
- Das gemischte Klassenorchester in Mittel- und Oberstufe. (Handreichungen zur Musikpädagogik Heft 4). Kultusministerium Baden-Württemberg, 2011
- Musizieren im Klassenverband. In: Norbert Heukäufer (Hrsg.): Musik-Methodik, Handbuch für die Sekundarstufe I und II. Cornelsen Verlag Scriptor, Berlin 2007, ISBN 978-3-589-22368-8, S. 190–203.
- als Hrsg.: Rinklingen – Eine Zeitreise. Bilder von Otto Bickel aus den Jahren 1957-1970. Reiterle–Verlag, Bretten 2016.
- Bretten 1967. Reiterle-Verlag, Bretten 2017.
- Rinklingen, Geschichte in Texten und Bildern. Reiterle-Verlag, Bretten 2019
- Nacht über Bretten: Das Jahr 1933 im Spiegel des Brettener Tagblatts und Hat Bretten das Gesicht verloren? Die Melanchthonstadt 1967–2017. Ein Vergleich. In: „Brettener Spuren“, 12. Jahrbuch des Vereins für Stadt und Regionalgeschichte Brettens Lindemanns Bibliothek, Band 403, 2022, ISBN 978-3-96308-172-9, S. 117–138.

### CD und DVD
- Die musikalische Klassik, Kennzeichen eines Stils. Multimedia-CD, Auer-Verlag, Donauwörth 2002, ISBN 3-403-05926-X.
- Meisterwerke, Eine Einführung in die klassische Musik. Multimedia-CD, Olms, Hildesheim 2005, ISBN 3-487-12819-5.
- Musik – Hören mit Verstand: Barockmusik. Multimedia-CD, Reiterle-Verlag, Bretten 2005, OCLC 634518527.
- Musik – Hören mit Verstand: Klassik. Multimedia-DVD, Reiterle-Verlag, Bretten 2007, OCLC 553972721.